# Добромирова, Анна Андреевна
Анна Андреевна Добромирова (21 мая (3) июня 1906 год, село Борки, Московская губерния — 22 июля 1992, Саратов) — советская певица, хоровой дирижёр, педагог, народная артистка РСФСР (1977).

## Биография
Анна Андреевна Добромирова родилась 21 мая (3) июня 1906 года в  селе Борки Московской губернии.
С 1931 года пела в хоре Саратовского театра оперы и балета, а с 1934 года была хормейстером театра. С 1946 года — главный хормейстер.
В 1948 году окончила Саратовскую консерваторию.
В 1952—1975 годах преподавала в родной Саратовской государственной консерватории им. Л. В. Собинова (доцент кафедры хорового дирижирования).
Умерла 22 июля 1992 года в Саратове.

## Оперные постановки
- «Иван Сусанин» Глинка
- «Князь Игорь» Бородин
- «Евгений Онегин» Чайковский
- «Пиковая дама» Чайковский
- «Русалка» Даргомыжский
- «Аида» Верди
- «Дон Карлос» Верди
- «Кармен» Бизе
- «Фауст» Гуно
- «Проданная невеста» Сметана
- «Водоворот» Сухонь
- «Лоэнгрин» Вагнер
- «Материнское поле» Молдобасанов

## Награды и премии
- Заслуженная артистка РСФСР (1957).
- Народная артистка РСФСР (1977).
- Орден Ленина (27.10.1967)[1].
- Орден Трудового Красного Знамени.